# Mario Gioffredo
Mario Gaetano Gioffredo (Naples, 14 mai 1718 - 8 mars 1785) est un architecte italien qui a été actif au XVIIIe siècle.

## Biographie
Mario Gaetano Gioffredo a étudié la peinture auprès de Francesco Solimena, l'architecture de Vitruve, les mathématiques de Nicolo di Martino. C'est dans l'architecture qu'il a excellé.
Il commence à exercer à l'âge de 23 ans et s'inspire des principes architecturauxx de Vitruve et de Palladio. Il a exercé à Naples en tant que « Regio architetto » et à Rome, où il a obtenu le titre de « Cavaliere » et « conte Palatino » mais c'est surtout en Vénétie qu'il a le plus d'influence.

## Œuvres

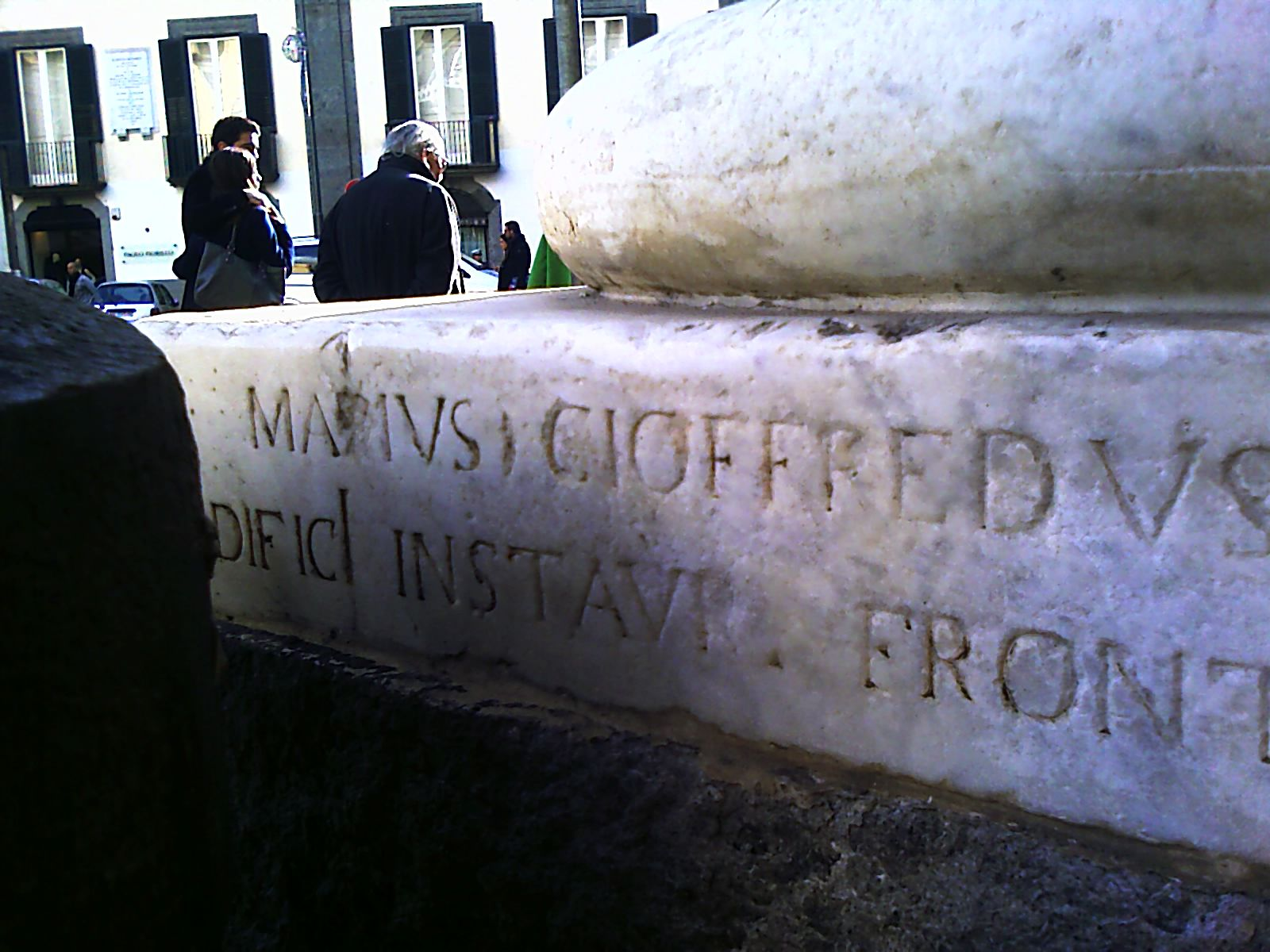
Image de la signature de l'architecte Mario Gioffredo au bas d'une colonne du portail du Palazzo Partanna

- Rénovation de l'église san Giacomo degli Spagnoli, Rome
- Chiesa dello Santo Spirito, via Toledo 402, Piazza VII Settembre, Naples,
- Rénovation de l'église Santa Caterina da Siena, Naples,
- Rénovation du portail et de la façade du Palazzo Partanna,

## Publication
- Gioffredo Mario, Architettura, editeur: Guida,2002

### Autres sources
- x